# Palazzo Comunale (San Gimignano)
Il Palazzo Comunale, detto anche palazzo del Popolo o palazzo nuovo del Podestà, di San Gimignano si trova in piazza del Duomo, tra la Torre Grossa e la loggia del Comune. Contiene il Museo civico con importanti opere d'arte di scuola fiorentina e senese dal XIII al XVI secolo, con artisti come Coppo di Marcovaldo, Lippo Memmi, Benozzo Gozzoli, Filippino Lippi, il Sodoma, il Pinturicchio e Azzo di Masetto.

## Storia e descrizione
Il Palazzo Comunale, sede del governo di San Gimignano, fu costruito nel 1288. Ampliato nel 1323, il palazzo divenne sede del comune dopo che esso aveva avuto luogo nel vicino Palazzo vecchio del Podestà, dal 1337. Caratterizzato da una facciata con finestre ad archi ribassati, il registro inferiore è a grosse bozze di pietra squadrate, mentre la parte superiore è in laterizio.
Al primo piano è in bella mostra un balcone che poggia su mensole antiche, un tempo a sostegno di un ballatoio detto "arengo", dal quale il podestà parlava alla folla.
L'edificio ospita il museo civico dal 1852.
Il coronamento merlato e altri elementi risalgono al restauro effettuato da Giuseppe Partini tra il 1878 e il 1881.

## Il Museo civico

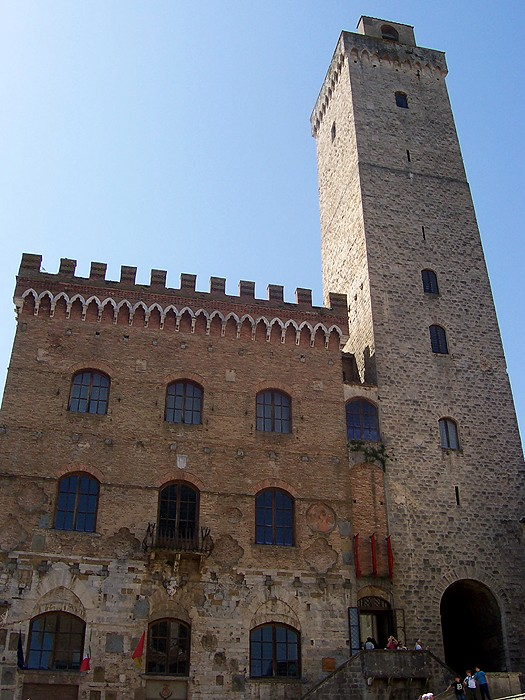
Il Palazzo Comunale accanto alla Torre Grossa

Il Museo civico di San Gimignano si trova ai piani superiori del palazzo e vi si può accedere sia dalla Piazza del Duomo che dal cortile dietro al Palazzo. Il cortile fu costruito nel 1323 ed è decorato da stemmi affrescati o scolpiti e, al centro, da una cisterna sistemata nel 1361. Tra gli affreschi qui presenti sono di notevole interesse un Sant'Ivo che rende giustizia del Sodoma (1507), una Madonna con due santi di un pittore di scuola senese non identificato della seconda metà del XIV secolo e una Giustizia che calpesta la menzogna a monocromo di Vincenzo Tamagni (XVI secolo). Da qui parte la scalinata esterna per l'entrata ai locali del museo, coperta da una tettoia sorretta da colonne in laterizio.

### Sala di Dante
La sala deve il suo nome al breve soggiorno del grande poeta del 1300: qui in veste di ambasciatore della Repubblica fiorentina egli perorò davanti al podestà e al consiglio generale la causa di una lega guelfa Toscana. La sala è decorata dalla grandiosa Maestà di Lippo Memmi (firmata e datata 1317) , ispirata a quella dipinta dal cognato Simone Martini nel Palazzo Pubblico di Siena. Come nell'affresco senese Maria è assisa in trono circondata da uno stuolo di santi e angeli: in adorazione si scorge anche la figura dell'allora podestà Nello di Mino de' Tolomei.

### Sala delle Adunanze segrete
La successiva sala era usata dal governo cittadino. Contiene gli antichi sedili lignei intagliati e intarsiati (1475) e un Busto di San Bartolo in terracotta colorata della prima metà del XV secolo entro una nicchia.
A questo piano è presente un'altra saletta con un busto di Guido Marabottini, in terracotta di fattura fiorentina del Quattrocento. Da qui parte anche la scalinata per la salita alla Torre Grossa, il cui accesso è decorato da un elmo del XIV secolo.

### Pinacoteca

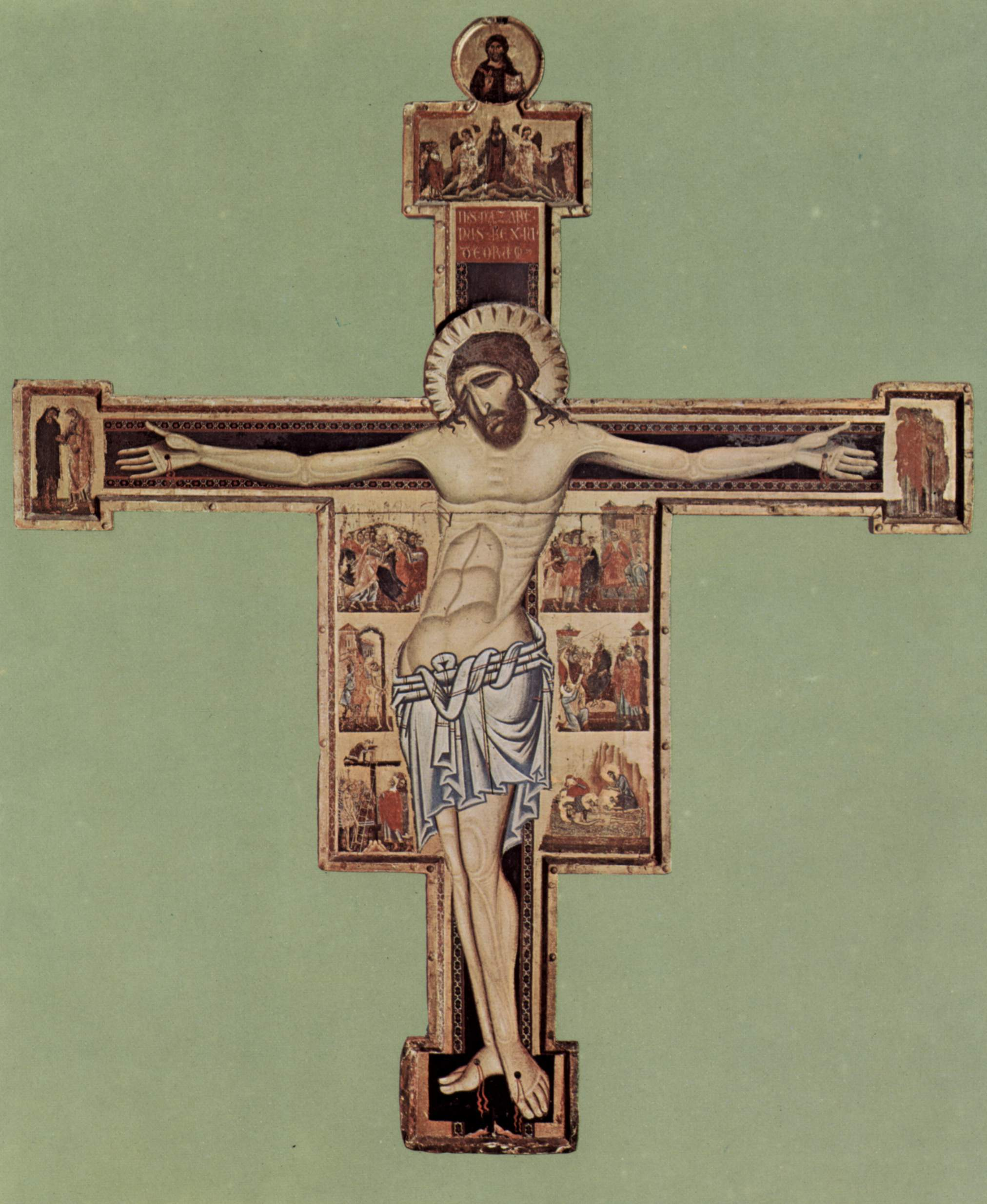
Il Crocifisso di San Gimignano di Coppo di Marcovaldo

La pinacoteca vera e propria si trova al secondo piano. La prima sala è detta della Trinità, dall'affresco di Pier Francesco Fiorentino del 1497; vi si trovano anche una Madonna col Bambino e santi di Leonardo da Pistoia e la Pietà con i simboli della Passione, trittico di Sebastiano Mainardi. In una teca è inoltre esposto un raro tappeto mamelucco del XIV secolo, annodato al Cairo con un'inconsueta forma a croce che simula la soprammissione di tre tappeti.
Il vano delle scale della torre ospita a questo piano un gradino d'altare scolpito con Cherubini di Benedetto da Maiano. Il successivo salone ospita alcune delle opere più importanti:
- Crocifisso ligneo sagomato di Coppo di Marcovaldo, del 1260 circa
- Crocifisso con dolenti e profeti di Rinaldo da Siena (1275-1280)
- Madonna con Bambino in umiltà con angeli e santi di Benozzo Gozzoli (1466)
- Madonna con Bambino in gloria e santi di Sebastiano Mainardi
- Madonna con Bambino e santi di Domenico di Michelino
- Angelo Annunciante e Vergine Annunciata, due tondi di Filippino Lippi (1482)
- Assunta con i santi Gregorio e Benedetto, grande pala d'altare di Pinturicchio (1511)

In alto è inoltre affrescata una Madonna con Bambino e angeli di Cenni di Francesco e vari stemmi di podestà databili tra il 1525 e il 1528.
La stanza a destra contiene una Maestà di un pittore senese della fine del Duecento, un dossale d'altare con la Madonna con Bambino e santi di Memmo di Filippuccio, due Crocifissioni di scuola fiorentina (una del XIII e una del XV secolo) e una Madonna con Bambino duecentesca.
La sala successiva espone un polittico di Taddeo di Bartolo, una Madonna con Bambino affrescata da Vincenzo Tamagni (1528), un Busto-reliquiario di Sant'Orsola in legno policromato di Mariano d'Agnolo Romanelli, un San Gimignano e storie della sua vita di taddeo di Bartolo (1401), un cassone nuziale decorato all'inizio del Quattrocento, un Polittico dell'Assunta e santi di Niccolò di ser Sozzo, un San Giuliano in trono del cosiddetto Maestro del 1419 e infine tre tavole di Lorenzo di Niccolò: Storie di Santa Fina (1402), San Bartolomeo e storie della sua vita (1401) e una Madonna con Bambino.

### Camera del Podestà
La cosiddetta Camera del Podestà è affrescata dagli Esiti positivi e negativi dell'iniziazione amorosa di un giovane, curiosa opera di Memmo di Filippuccio databile ai primi anni del Trecento e da affreschi con scene di caccia e tornei di Azzo di Masetto (circa 1290)
Alle pareti si trovano una Madonna con Bambino su tavola e un analogo soggetto affrescato da Pier Francesco Fiorentino; una terza Madonna con Bambino è opera di Neri di Bicci.

## Altre immagini

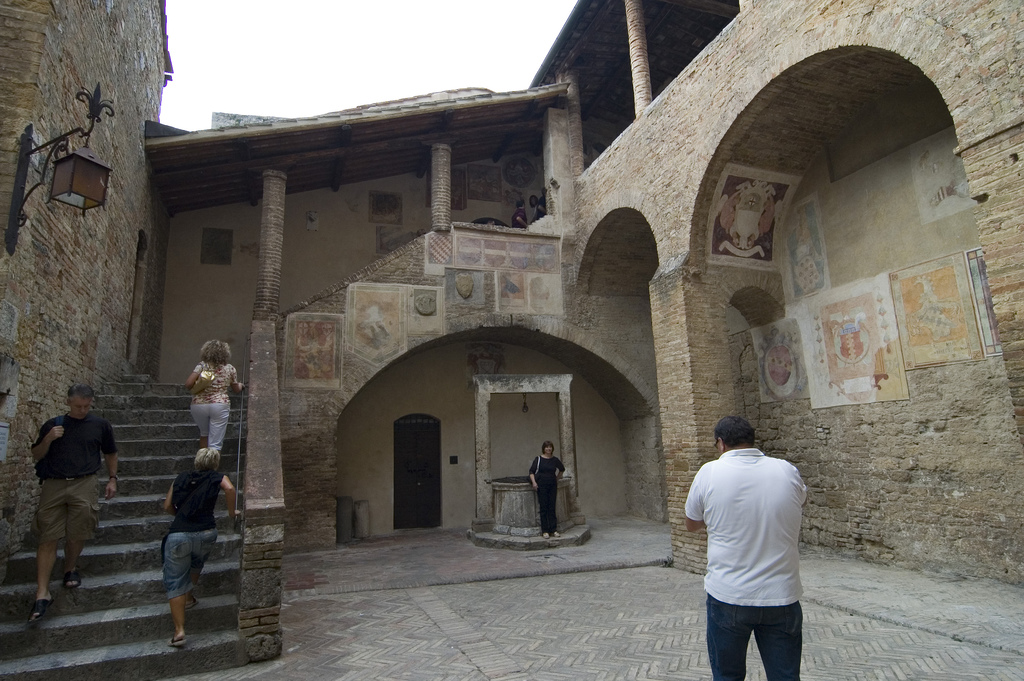
Il cortile interno affollato da turisti
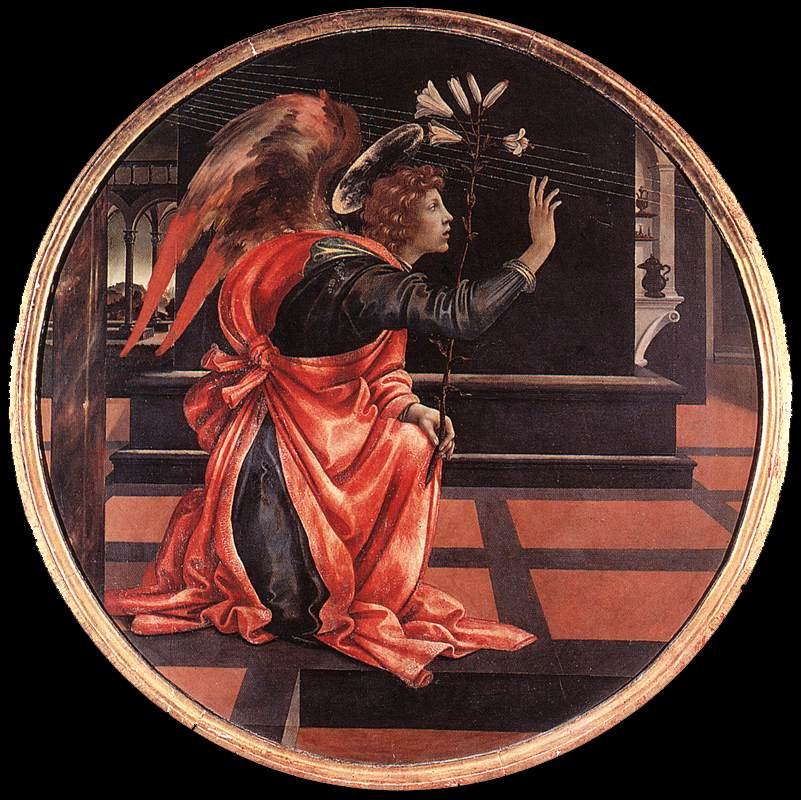
Angelo Annunciante di Filippino Lippi
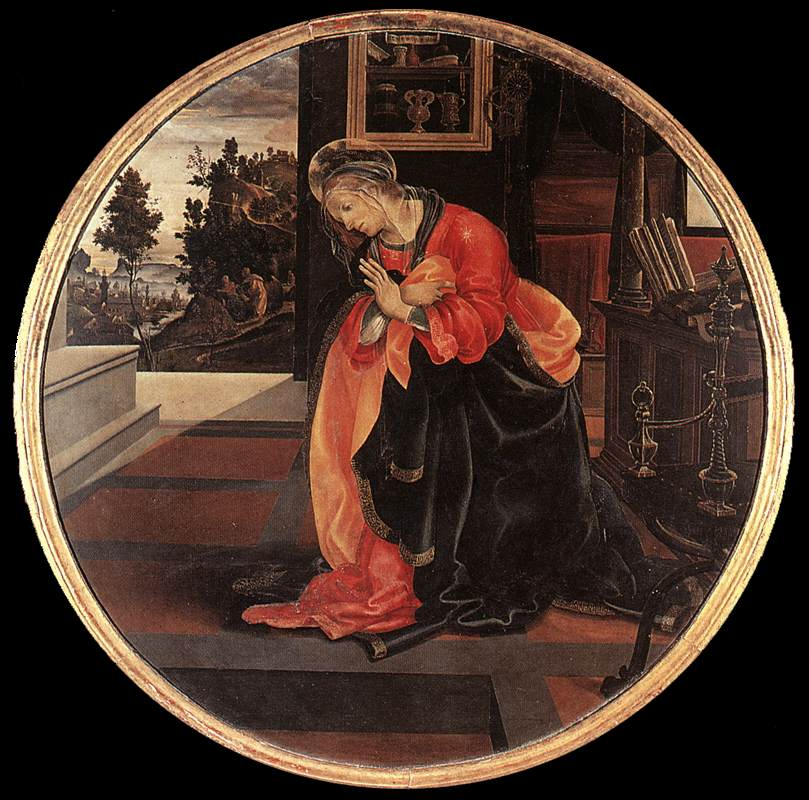
Vergine Annunciata di Filippino Lippi
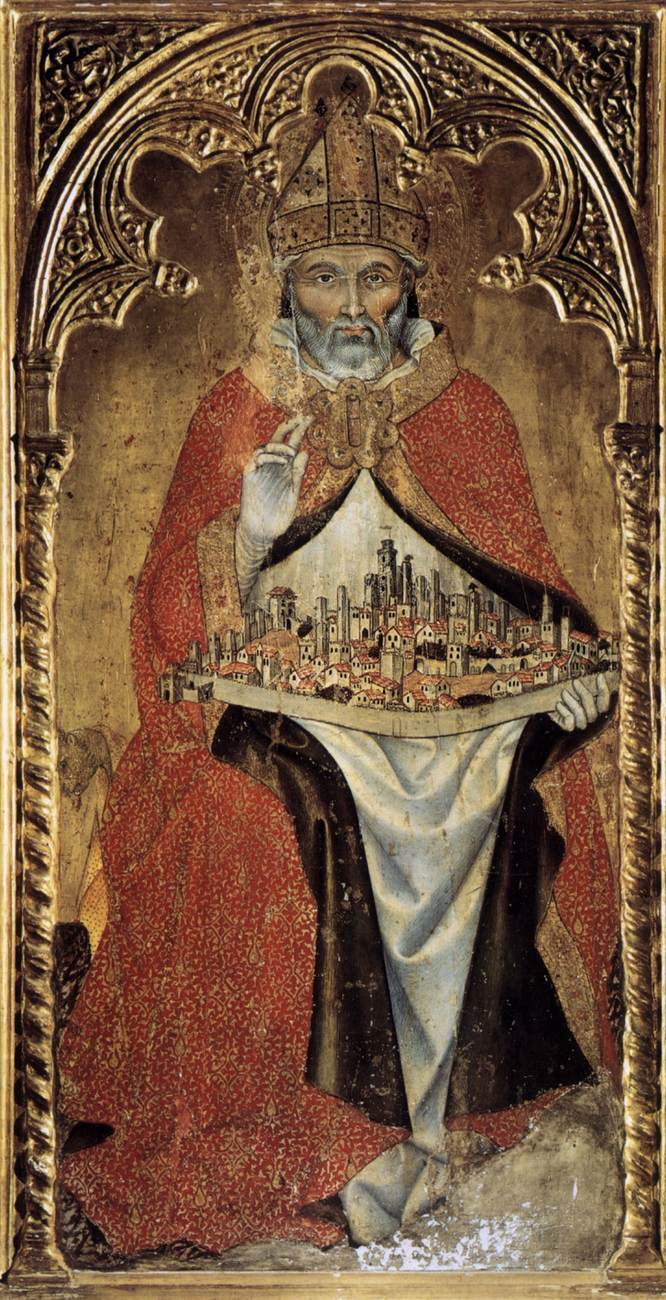
San Gimignano con in mano la città di Taddeo di Bartolo